# Aktuális csízió
Az Aktuális csízió (eredeti cím: The Latest Buzz) 2007-től 2010-ig futott kanadai televíziós filmsorozat, amelynek az alkotója és a rendezője Brent Piaskoski, a zeneszerzője Pure West. A tévéfilmsorozat a Decode Entertainment gyártásában készült. Műfaját tekintve szituációs komédiasorozat. Kanadában 2007. szeptember 1. és 2010. április 19. között a Family Channel, Magyarországon 2008. szeptember 1. és 2008. október 6. között a Cartoon Network tűzte műsorára.
A Megamax csatorna 2017 áprilisában műsorra tűzte a sorozat második, valamint ugyanezen év májusában a harmadik évadát. A magyarul még le nem adott 2. évad részei április 19-től hétköznaponként 10:00-kor és 19:00-kor, a 3. évad részei pedig május 11-től hétköznap 20:00-kor és vasárnap 22:30-kor, illetve hétfőn 09:00-kor voltak meg tekinthetők.

## Ismertető
A főszereplő 5 cserfes gimnazista, akik az Ernie Combs középiskolában írják az újságcikkeket a Csízió című folyóirat számára, továbbá egy főszerkesztő és egy tanár.

## Szinkronhangok
| Szereplő             | Eredeti hang      | Magyar hang     | Magyar hang     |
| Szereplő             | Eredeti hang      | Cartoon Network | Megamax         |
| -------------------- | ----------------- | --------------- | --------------- |
| Rebecca Harper       | Zoë Belkin        | Talmács Márta   | Hermann Lilla   |
| Amanda Pierce        | Vanessa Morgan    | Berkes Boglárka | Berkes Boglárka |
| Michael Davis        | Demetrius Joyette | Kováts Dani     | Penke Bence     |
| Wilder Wilder        | Munro Chambers    | Baráth István   | Baráth István   |
| Noah Jackson         | Justin Kelly      | Előd Botond     | Ungvári Gergely |
| Dianne „Dj” Jeffries | Genelle Williams  | Dögei Éva       | Dögei Éva       |
| Mr. Andrew Shepherd  | Jeff Geddis       | Seder Gábor     | Seder Gábor     |

### Magyar változat (Cartoon Network)
- Felolvasó: Tóth G. Zoltán
- További magyar hangok: Breyer Zoltán, Joó Gábor, Laudon Andrea, Martin Adél, Melis Gábor, Pupos Tímea, Seszták Szabolcs, Szalay Csongor, Turi Bálint

### Magyar változat (Megamax)
A szinkront a Megamax megbízásából a Subway Stúdió készítette.
- Magyar szöveg: Abonyi Tímea, Balázs Tünde, Csontos Judit, Fekete Zsuzsanna
- Hangmérnök: Johannis Vilmos
- Gyártásvezető: Terbócs Nóra
- Szinkronrendező: Kozma Attila
- Produkciós vezető: Kicska László
- Felolvasó: Zahorán Adrienne

További magyar hangok: Berkes Bence, Bogdán Gergő, Bolla Róbert, Czető Ádám, Dohy Erika, Gulás Fanni, Haffner Anikó, Holl Nándor, ifj. Boldog Gábor, Koller Virág, Kozma Attila, Kökényessy Ági, Laudon Andrea, Maday Gábor, Markovics Tamás, Mayer Szonja, Moser Károly, Pál Tamás, Pekár Adrienn, Renácz Zoltán, Szatmári Attila, Szilvási Dániel, Szűcs Anna Viola, Timon Barna, Vári Attila, Várkonyi Andrea, Zakariás Éva

## Szereplők
Rebecca Harper (Zoë Belkin)
Cserfes, szókimondó, őszinte lány. Legnagyobb álma, hogy megnyeri a Pulitzer-díjat. Először Michael, aztán Amanda a legjobb barátja, bár a barátságuk kezdetekor akadnak nézeteltérések. Az újságban a Történetek cikk felelőse. A rovatának szóról szóra a címe. A rendezett környezetet szereti ezért az íróasztalát is porszívózza. Szerelmes Noahba de ezt nem titkolja jól.
Amanda Pierce (Vanessa Morgan)
Divatőrült, mindig a legjobbra törekszik, és ez meg is látszik az öltözködésén, a másokkal való kapcsolataiban. Ő „apuci kicsi lánya”. Bármi óhaja sóhaja van csak hívja apuci asszisztensét. Csak Figuracci ruhákat hajlandó hordani, ez a történetből ki is derül. Természetesen a Divat cikkeket szerkeszti. Legnagyobb ellensége a francia újságíró Prischilla La Fleur. Kezdetektől fogva tetszik neki Wilder de nem konkrét jelekkel mutatja. Jól tud énekelni és ha valamibe belekezd nem hagyja annyiban.
Michael Davis (Demetrius Joyette)
A legbőbeszédűbb srác, mindig a nagy szája miatt kerül bajba. A Pletykák című rovatot vezeti, nagy álma hogy eljusson Hollywoodba és találkozzon a példaképével, Kelly Clarksonnal. A sapkák és a nyakkendők az élete. Noah-val a kapcsolata nem volt mindig felhőtlen, kezdetben Noah átverte egy baseball meccs jeggyel és csak Rebecca tudta őket kibékíteni. Rebecca a legjobb barátja. Tetszik neki Amanda de ez csak a harmadik évadban fog kiderülni randiznak is de aztán látja hogy állnak Wilderrel és "odaadja" neki. Egy ideig régi barátjával Jolanda Farkwallal fog járni.
Wilder Wilder (Munro Chambers)
A játékok a szenvedélye, nem véletlen hogy az övé a Játék rovat. Minden videó játékot ismer. A játékok mellett a gördeszkázás a szenvedélye. Nem túl nagy zseni sőt a zseni ellentéte. Szeret szendvicseket készíteni, és elég jól is tud. Jóban van mindenkivel. Tetszik neki Amanda, ezt mutatja is egy kuponnal ami feljogosít egy első csókra Wildertől. Senki sem tudja a vezetéknevét csakis Amanda mert rajta van a kuponon. Van egy kistestvére, aki a 3. évadban kerül elő.
Noah Jackson (Justin Kelly)
Ő a legnagyobb poéngyártó, imád másokon gúnyolódni. Zenerovata van a magazinban, tud gitáron játszani. Szerelmes Rebeccába, ezt először nagyon jól titkolja, de aztán mindenki számára világossá válik, hogy mi a helyzet kettejük közt. Még meg is csókolja az egyik részben. Wilder a legjobb haverja.
Dianne „Dj” Jeffries (Genelle Williams)
A magazin főszerkesztője. Valódi neve Dianne Jeffrees. Mindenkit segít a jó tanácsaival, és gyakran ő is belekeveredik a cserfes újságírók kalandjaiba. Tetszik neki Mr. Sheperd. Titkolni próbálja szerelme iránti érzelmeit.
Mr. Andrew Shepherd (Jeff Geddis)
Kissé bogaras, ám de nagyon érzékeny szívű tanár. Tetszik neki Dj. Jóban van a tanítványaival, akik bátran fordulhatnak hozzá a gondjaikkal. Mindig fura kajákat eszik. Mindig kajálás közbe zavarják és ezt nem tűri jól.

## Epizódok
| #             | Eredeti bemutató     | Magyar bemutató                                     | Eredeti cím                                        | Magyar cím                                                                     |
| ------------- | -------------------- | --------------------------------------------------- | -------------------------------------------------- | ------------------------------------------------------------------------------ |
|               |                      |                                                     |                                                    |                                                                                |
| PILOT         |                      |                                                     |                                                    |                                                                                |
|               |                      |                                                     |                                                    |                                                                                |
| 00.           | 2007.                |                                                     | Glimmer                                            |                                                                                |
|               |                      |                                                     |                                                    |                                                                                |
| ELSŐ ÉVAD     |                      |                                                     |                                                    |                                                                                |
|               |                      |                                                     |                                                    |                                                                                |
| 01.           | 2007. szeptember 1.  | 2008. szeptember 1.                                 | The First Issue                                    | Az első szám                                                                   |
|               |                      |                                                     |                                                    |                                                                                |
| 02.           | 2007. szeptember 8.  | 2008. szeptember 2.                                 | The Parrot Issue                                   | A papagáj szám                                                                 |
|               |                      |                                                     |                                                    |                                                                                |
| 03.           | 2007. szeptember 15. | 2008. szeptember 3.                                 | The Competition Issue                              | A versenyszám                                                                  |
|               |                      |                                                     |                                                    |                                                                                |
| 04.           | 2007. szeptember 22. | 2008. szeptember 4.                                 | The Cover Boy Issue                                | Fedőlapfiú szám                                                                |
|               |                      |                                                     |                                                    |                                                                                |
| 05.           | 2007. október 13.    | 2008. szeptember 5.                                 | The Obsession Issue                                | A megszállott szám                                                             |
|               |                      |                                                     |                                                    |                                                                                |
| 06.           | 2007. október 20.    | 2008. szeptember 8.                                 | The Extreme Issue                                  | Extrém szám                                                                    |
|               |                      |                                                     |                                                    |                                                                                |
| 07.           | 2007. október 27.    | 2008. szeptember 9.                                 | The Cheerleading Issue                             | A csirléder szám                                                               |
|               |                      |                                                     |                                                    |                                                                                |
| 08.           | 2007. november 3.    | 2008. szeptember 12.                                | The School Dance Issue                             | Tánciskola szám                                                                |
|               |                      |                                                     |                                                    |                                                                                |
| 09.           | 2007. november 10.   | 2008. szeptember 11.                                | The Infamous Issue                                 | A híres szám                                                                   |
|               |                      |                                                     |                                                    |                                                                                |
| 10.           | 2007. november 17.   | 2008. szeptember 10.                                | The Live Issue                                     |                                                                                |
|               |                      |                                                     |                                                    |                                                                                |
| 11.           | 2007. november 24.   | 2008. szeptember 15.                                | The Deadline Issue                                 | Lapzárta szám                                                                  |
|               |                      |                                                     |                                                    |                                                                                |
| 12.           | 2007. december 1.    | 2008. szeptember 17.                                | The Taking Charge Issue                            |                                                                                |
|               |                      |                                                     |                                                    |                                                                                |
| 13.           | 2007. december 15.   | 2008. szeptember 16.                                | The Gala Issue                                     | Gála szám                                                                      |
|               |                      |                                                     |                                                    |                                                                                |
| MÁSODIK ÉVAD  |                      |                                                     |                                                    |                                                                                |
|               |                      |                                                     |                                                    |                                                                                |
| 14.           | 2008. szeptember 5.  | 2008. szeptember 18.                                | The Dating Issue                                   | Randi szám                                                                     |
|               |                      |                                                     |                                                    |                                                                                |
| 15.           | 2008. szeptember 5.  | 2008. szeptember 19.                                | The Parents Issue                                  | Szülők szám                                                                    |
|               |                      |                                                     |                                                    |                                                                                |
| 16.           | 2008. október 17.    | 2008. szeptember 22.                                | The Sneaky Issue                                   | Lesi szám                                                                      |
|               |                      |                                                     |                                                    |                                                                                |
| 17.           | 2008. október 24.    | 2008. szeptember 23.                                | The Power Tripping Issue                           | Basáskodás szám                                                                |
|               |                      |                                                     |                                                    |                                                                                |
| 18.           | 2008. október 31.    | 2017. április 21.                                   | The Halloween Issue                                | A halloweeni szám                                                              |
|               |                      |                                                     |                                                    |                                                                                |
| 19.           | 2008. november 7.    | 2008. szeptember 24.                                | The Showdown Issue                                 | Visszavágó                                                                     |
|               |                      |                                                     |                                                    |                                                                                |
| 20.           | 2008. november 21.   | 2008. szeptember 25.                                | The Peer Pressure Issue                            | Ragadós rossz példa szám                                                       |
|               |                      |                                                     |                                                    |                                                                                |
| 21.           | 2008. november 28.   | 2008. szeptember 26.                                | The Fake Out Issue                                 | A tévedés szám                                                                 |
|               |                      |                                                     |                                                    |                                                                                |
| 22.           | 2008. november 28.   | 2008. szeptember 29.                                | The It Girl Issue                                  | Lány szám                                                                      |
|               |                      |                                                     |                                                    |                                                                                |
| 23.           | 2008. december 5.    | 2008. szeptember 30.                                | The Rock Out Issue                                 | Rock szám                                                                      |
|               |                      |                                                     |                                                    |                                                                                |
| 24.           | 2008. december 12.   | 2008. október 1.                                    | The Face the Music Issue                           | Lássuk a zenét szám                                                            |
|               |                      |                                                     |                                                    |                                                                                |
| 25.           | 2008. december 19.   | 2010. (Cartoon Network) 2017. április 19. (Megamax) | The Happy Holidays Issue                           | A boldog karácsonyt szám (Cartoon Network) A kellemes ünnepeket szám (Megamax) |
|               |                      |                                                     |                                                    |                                                                                |
| 26.           | 2009. január 2.      | 2008. október 2.                                    | The Star Power Issue                               | Sztárcsináló szám                                                              |
|               |                      |                                                     |                                                    |                                                                                |
| 27.           | 2009. január 9.      | 2008. október 3.                                    | The Second Chances Issue                           | Második esély szám                                                             |
|               |                      |                                                     |                                                    |                                                                                |
| 28.           | 2009. január 16.     | 2008. október 6.                                    | The Wonderful Wizard of Buzz Issue                 | Csízió a csodák csodája szám                                                   |
|               |                      |                                                     |                                                    |                                                                                |
| 29.           | 2009. január 23.     | 2017. április 28.                                   | The First Impressions Issue                        | Az első benyomások szám                                                        |
|               |                      |                                                     |                                                    |                                                                                |
| 30.           | 2009. január 30.     | 2017. április 19.                                   | The Makeover Issue                                 | Az átalakulás szám                                                             |
|               |                      |                                                     |                                                    |                                                                                |
| 31.           | 2009. február 13.    | 2017. április 20.                                   | The Breakup Issue                                  | A szakítás szám                                                                |
|               |                      |                                                     |                                                    |                                                                                |
| 32.           | 2009. március 2.     | 2017. április 20.                                   | The Pet Peeves Issue                               | A bosszantó szokások szám                                                      |
|               |                      |                                                     |                                                    |                                                                                |
| 33.           | 2009. március 3.     | 2017. április 21.                                   | The Secrets Issue                                  | A titok szám                                                                   |
|               |                      |                                                     |                                                    |                                                                                |
| 34.           | 2009. március 4.     | 2017. április 25.                                   | The Shape Up Issue                                 | A formába lendülő szám                                                         |
|               |                      |                                                     |                                                    |                                                                                |
| 35.           | 2009. március 5.     | 2010. (Cartoon Network) 2017. április 26. (Megamax) | The Super Crush Issue                              | A szuper szerelem szám (Cartoon Network) A zúzós szám (Megamax)                |
|               |                      |                                                     |                                                    |                                                                                |
| 36.           | 2009. március 6.     | 2017. április 24.                                   | The Boy Trouble Issue                              | A srácok a pácban szám                                                         |
|               |                      |                                                     |                                                    |                                                                                |
| 37.           | 2009. március 16.    | 2017. április 25.                                   | The Kiss Off Issue                                 | A csókos szám                                                                  |
|               |                      |                                                     |                                                    |                                                                                |
| 38.           | 2009. március 23.    | 2017. április 26.                                   | The Boys vs. Girls Issue                           | A fiúk kontra lányok szám                                                      |
|               |                      |                                                     |                                                    |                                                                                |
| 39.           | 2009. április 6.     | 2017. április 27.                                   | The Summer Bash Issue                              | A nyári banzáj szám                                                            |
|               |                      |                                                     |                                                    |                                                                                |
| HARMADIK ÉVAD |                      |                                                     |                                                    |                                                                                |
|               |                      |                                                     |                                                    |                                                                                |
| 40.           | 2009. április 20.    | 2017. május 11.                                     | The Back To School Issue                           | A vissza a suliba szám                                                         |
|               |                      |                                                     |                                                    |                                                                                |
| 41.           | 2009. április 27.    | 2017. május 12.                                     | The Hot Or Not Issue                               | A dögös lista szám                                                             |
|               |                      |                                                     |                                                    |                                                                                |
| 42.           | 2009. május 4.       | 2017. május 14.                                     | The Love Me, Love Me Not Issue                     | A szeret, nem szeret szám                                                      |
|               |                      |                                                     |                                                    |                                                                                |
| 43.           | 2009. május 11.      | 2017. május 15.                                     | The Weekend Issue                                  | A hétvégi szám                                                                 |
|               |                      |                                                     |                                                    |                                                                                |
| 44.           | 2009. május 18.      | 2017. május 15.                                     | The Just Friends Issue                             | A csak barátok szám                                                            |
|               |                      |                                                     |                                                    |                                                                                |
| 45.           | 2009. október 5.     | 2017. május 16.                                     | The Love Triangle Issue                            | A szerelmi háromszög szám                                                      |
|               |                      |                                                     |                                                    |                                                                                |
| 46.           | 2009. október 12.    | 2017. május 17.                                     | The Date Night Issue                               | A randi szám                                                                   |
|               |                      |                                                     |                                                    |                                                                                |
| 47.           | 2009. október 19.    | 2017. május 18.                                     | The Double Trouble Issue                           | A baj nem jár egyedül szám                                                     |
|               |                      |                                                     |                                                    |                                                                                |
| 48.           | 2009. október 26.    | 2017. május 21.                                     | The Bollywood Issue (The Jai Ho Issue)             | A Bollywoodi szám                                                              |
|               |                      |                                                     |                                                    |                                                                                |
| 49.           | 2009. november 20.   | 2017. május 19.                                     | The Bully Issue                                    | Az elnyomó szám                                                                |
|               |                      |                                                     |                                                    |                                                                                |
| 50.           | 2009. december 7.    | 2017. május 22.                                     | The Truth Hurts Issue                              | Az igazság fáj szám                                                            |
|               |                      |                                                     |                                                    |                                                                                |
| 51.           | 2009. december 14.   | 2017. május 22.                                     | The Career Day Issue                               | A nyílt nap szám                                                               |
|               |                      |                                                     |                                                    |                                                                                |
| 52.           | 2010. január 4.      | 2017. május 24.                                     | The Into The Future Issue                          | A jövőbe szám                                                                  |
|               |                      |                                                     |                                                    |                                                                                |
| 53.           | 2010. január 5.      | 2017. május 23.                                     | The Buzz Club Issue                                | A Csízió klub szám                                                             |
|               |                      |                                                     |                                                    |                                                                                |
| 54.           | 2010. január 6.      | 2017. május 26.                                     | The Extreme Shakespeare Issue                      | Az extrém Shakespeare szám                                                     |
|               |                      |                                                     |                                                    |                                                                                |
| 55.           | 2010. január 7.      | 2017. május 25.                                     | The Mum's The Word Issue                           | A mama szava szám                                                              |
|               |                      |                                                     |                                                    |                                                                                |
| 56.           | 2010. január 8.      | 2017. május 29.                                     | The Third Wheel Issue                              | A pótkerék szám                                                                |
|               |                      |                                                     |                                                    |                                                                                |
| 57.           | 2010. január 11.     | 2017. május 28.                                     | The Plan B Issue                                   | A b-terv szám                                                                  |
|               |                      |                                                     |                                                    |                                                                                |
| 58.           | 2010. január 12.     | 2017. május 29.                                     | The Comeback Issue                                 | A visszatérés szám                                                             |
|               |                      |                                                     |                                                    |                                                                                |
| 59.           | 2010. január 13.     | 2017. május 30.                                     | The Issue Issue                                    | A szám szám                                                                    |
|               |                      |                                                     |                                                    |                                                                                |
| 60.           | 2010. január 14.     | 2017. május 31.                                     | The Switcheroo Issue                               | A helycserés támadás szám                                                      |
|               |                      |                                                     |                                                    |                                                                                |
| 61.           | 2010. január 15.     | 2017. június 2.                                     | The Live From Teen Buzz Issue                      | Az élőben a Teen Buzz-ból szám                                                 |
|               |                      |                                                     |                                                    |                                                                                |
| 62.           | 2010. január 25.     | 2017. június 1.                                     | The Hip Hop Issue                                  | A hiphop szám                                                                  |
|               |                      |                                                     |                                                    |                                                                                |
| 63.           | 2010. április 5.     | 2017. június 4.                                     | The You're Toast Issue                             | A galiba szám                                                                  |
|               |                      |                                                     |                                                    |                                                                                |
| 64.           | 2010. április 12.    | 2017. június 5.                                     | The Meet The Wilders Issue                         | A Wilder-ék szám                                                               |
|               |                      |                                                     |                                                    |                                                                                |
| 65.           | 2010. április 19.    | 2017. június 6.                                     | The Final Issue                                    | Az utolsó szám                                                                 |
|               |                      |                                                     |                                                    |                                                                                |
| KÜLÖNKIADÁS   |                      |                                                     |                                                    |                                                                                |
|               |                      |                                                     |                                                    |                                                                                |
| K1.           | 2011.                |                                                     | Meet The Wilders (The Unseen Munro Chambers Pilot) |                                                                                |
|               |                      |                                                     |                                                    |                                                                                |